# Aurel Leonin
Aurel Leonin (n. 27 martie 1900, Craiova, România – d. 5 martie 1971, București, România) a fost un general român care a luptat în cel de-al Doilea Război Mondial.
A fost decorat la 4 august 1945 cu Ordinul Militar „Mihai Viteazul” cu spade, clasa III, „pentru curajul și inițiativa de care a dat
dovadă în curățirea Dobrogei de germani, când, printr-o acțiune promptă și dârză, reușește să desarmeze garnizoanele germane din Constanța, Cerna-Vodă și de pe Literal. De asemeni în operațiunile din Ardeal, datorită intervenției sale la Dealul Sângeorgiu (Mureș), conduce atacul cu rezerva Diviziei, restabilind situația la flancul stâng al Diviziei. La Rosenau, Dobjina și Baska-Bistrita, a urmărit pe teren aplicarea manevrei Diviziei”.

## Decorații
- Ordinul „Steaua României” în gradul de cavaler (8 iunie 1940)[2]
- Ordinul „Mihai Viteazul” cu spade, cl. a III-a (4 august 1945)[1]
- Ordinul „23 August” clasa a IV-a (10 august 1964) „pentru merite deosebite în opera de construire a socialismului, cu prilejul celei de a XX-a aniversări a eliberării patriei”[3]